# Wonder
Уэйн Гарднер (англ. Wayne Gardner; Лондон, Англия), более известный под сценическим именем Wonder — британский диджей и продюсер, специализирующийся на грайме и частично дабстепе.
Wonder был одним из основателей самого известного на сегодня грайм-коллектива Roll Deep, а также работал с такими музыкантами, как Dizzee Rascal, Kano, Plan B, Lethal Bizzle, Sway и многими другими.

## Биография
Когда в 2001 году Уэйн Гарднер, сегодня известный под сценическим именем Wonder, посещал бизнес-курсы, и одна из лекций была отменена, скоротать время он решил дома у своего приятеля диджея. Там Уэйн принялся играться с вертушками, а спустя несколько часов началась его собственная диджейская карьера. Оставив стремление к вершинам бизнеса, он окунулся в изучение музыкальных технологий. Вскоре Wonder начинает сотрудничать с будущими членами Roll Deep — Wiley и Danny Weed, а спустя несколько месяцев начинает играть в утренних эфирах знаменитой пиратской радиостанции Rinse FM вместе с ещё одним будущим членом Roll Deep — Dizzee Rascal. Летом 2002 года Wonder делегируется в Айа-Напу, чтобы принимать участие в вечеринках вроде Sun City, а по возвращении домой занимает уже прайм-тайм Rinse FM. После этого был сформирован коллектив Roll Deep, где Wonder являлся одним из основателей. В 2003 году, после многочисленных радиошоу и выступлений, Wonder решает покинуть Roll Deep для концентрации на сольной карьере. Продолжая диджеить, он пробует себя в написании музыки. Первый же релиз был распродан тиражом более 1000 копий, что закрепило за именем Wonder звание продюсера. Его третий сингл «What», вышедший в 2004 году на лейбле Dump Valve, был распродан тиражом более 3500 копий, что установило Wonder в ранг крайне успешного грайм-продюсера. Сам сингл, кстати, послужил основой для трека Dizzee Rascal — Respect Me, вошедшего в его второй альбом «Showtime». После успеха этого сотрудничества в 2005 году Wonder отправляется выступать по Европе и США в роли диджея Dizzee Rascal, сначала в рамках тура The Streets, а затем и сольного тура Dizzee. Сегодня[когда?] Wonder продолжает диджеить на радио Rinse FM и вечеринках вроде Forward>>. Wonder продюсировал работы таких британских звёзд урбанистической музыки, как Kano, Sway, Plan B и Lethal Bizzle, а также делал ремиксы для The Prodigy, SLK, Stacs of Stamina, Lady Sovereign и других. Зимой 2006 года на лейбле Dump Valve вышел его сольный альбом под названием «Welcome to Wonderland», в записи которого, помиму уже упоминавшихся Kano и Sway, приняли участие Faction G, Bruza, Virus Syndicate, Gemma Fox и другие.

## Избранная дискография
- Welcome to Wonderland (2006, Dump Valve)